# Đinovići
Đinovići (cyr. Ђиновићи) – wieś w Czarnogórze, w gminie Cetynia. W 2011 roku liczyła 13 mieszkańców.